# ノーバイブ
『ノーバイブ』は、オレンジスパイニクラブがワーナーミュージック・ジャパンから2025年5月7日にリリースしたメジャー11作目の配信シングルである。

## 概要
- 前作『正体』から2週間ぶりのシングル。
- 事前予告なしで配信された。
- 前身バンド・The ドーテーズ時代の楽曲を再録している[1]。
- ジャケット写真の撮影とデザインはゆっきーが担当[1]。The ドーテーズとしてリリースした当時のCDジャケットを再現している[2]。

## 収録曲
1. ノーバイブ [2:24]
作詞・作曲：スズキナオト